# Conicera minuscula
Conicera minuscula är en tvåvingeart som beskrevs av Schmitz 1953. Conicera minuscula ingår i släktet Conicera och familjen puckelflugor. Inga underarter finns listade i Catalogue of Life.